# Osvaldo Martínez (baseball)
Pour les articles homonymes, voir Osvaldo Martínez.
Osvaldo Martinez (né le 7 mai 1988 à Carolina, Porto Rico) est un joueur de baseball évoluant à la position d'arrêt-court. Il a fait ses débuts dans les Ligues majeures au cours de la saison 2010 avec les Marlins de la Floride.

## Carrière
Osvaldo Martinez est drafté au 11e tour par les Marlins de la Floride en 2006.
Il fait ses débuts dans les majeures avec les Marlins le 19 septembre 2010. Il frappe son premier coup sûr en carrière le lendemain, 20 septembre, contre un lanceur des Cardinals de Saint-Louis, Chris Carpenter.
Le 28 septembre 2011, Martinez et le lanceur droitier Jhan Mariñez passent aux White Sox de Chicago en compensation pour la transfert du manager Ozzie Guillén.